# Lillsjön-Örnässjöns naturreservat
Lillsjön-Örnässjöns naturreservat ligger mellan tätorterna Bro och Kungsängen i Upplands-Bro kommun, Stockholms län. Reservatet bildades år 2016 och omfattar en areal om 421 hektar, varav land 275,3 ha och vatten 145,7 ha. Vattenområdet avser Örnässjön och Lillsjön. Reservatet sköts av kommunen. I direkt anslutning mot norr ligger Lejondals naturreservat, däremellan går motorvägen E18.

## Beskrivning
Lillsjön-Örnässjöns naturreservat är ett område med skogar och jordbruksmark. Infrastruktur fanns vid Lillsjön redan sedan tidigare uppbyggd för friluftsliv, rekreation och motion såväl sommar som vinter. Vid Lillsjöns norra spets finns parkering, utsiktspunkt, ett tillgänglighetsanpassat grillhus och en 18 håls discgolfbana samt Lillsjöbadet med bland annat badbryggor, bangolf, toaletter och dansbana. Runt Örnässjön leder ett markerat motionsspår. I Örnäslunden växer olika orkidéer och den i Sverige sällsynta gentianan. 
Syftet med reservatet är att bevara de speciella växter och djur som finns här och de fina naturmiljöer så som skogar, odlingsmarker och vattenmiljöer.

## Bilder

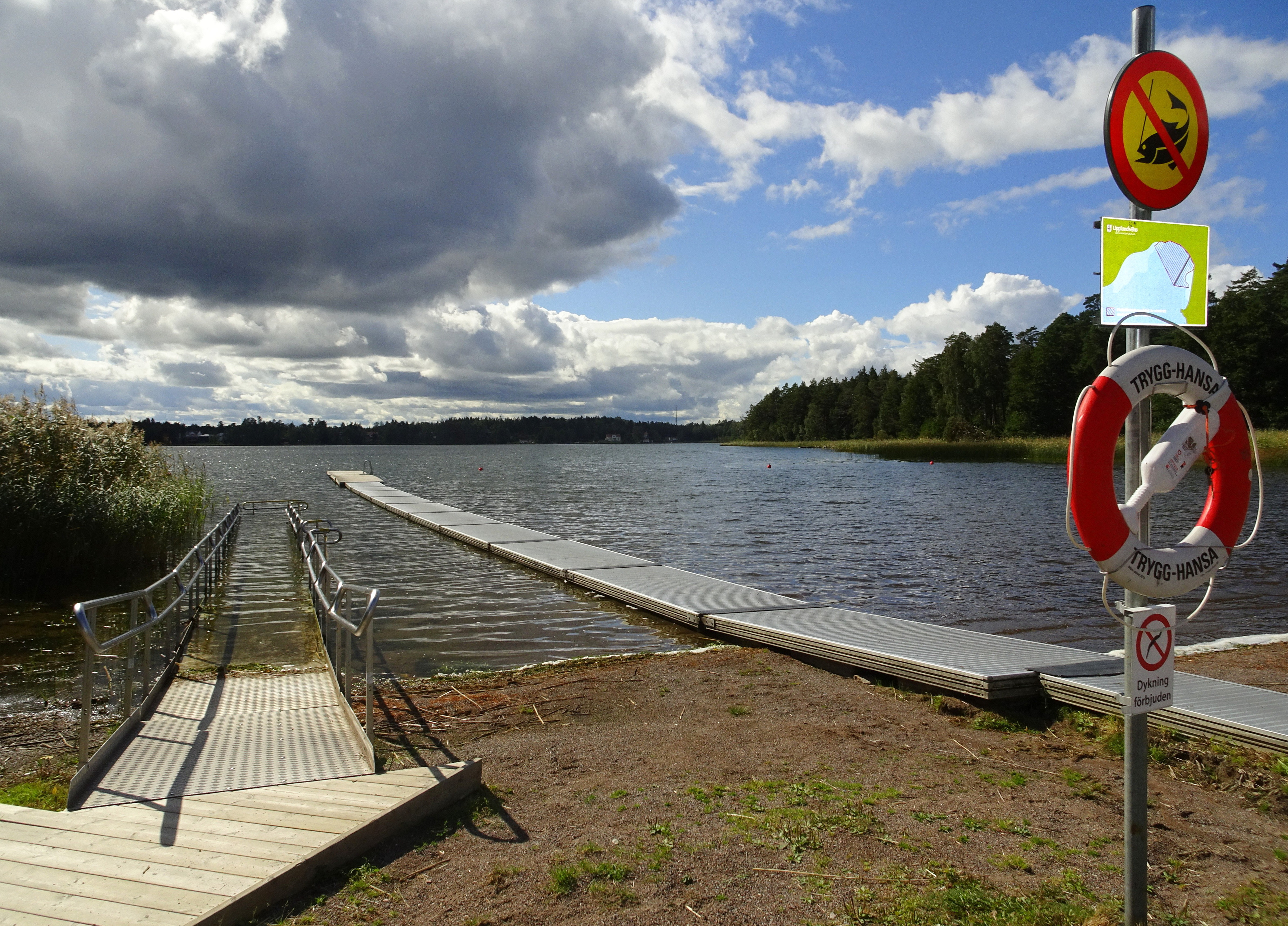
Lillsjön vid Lillsjöbadet.
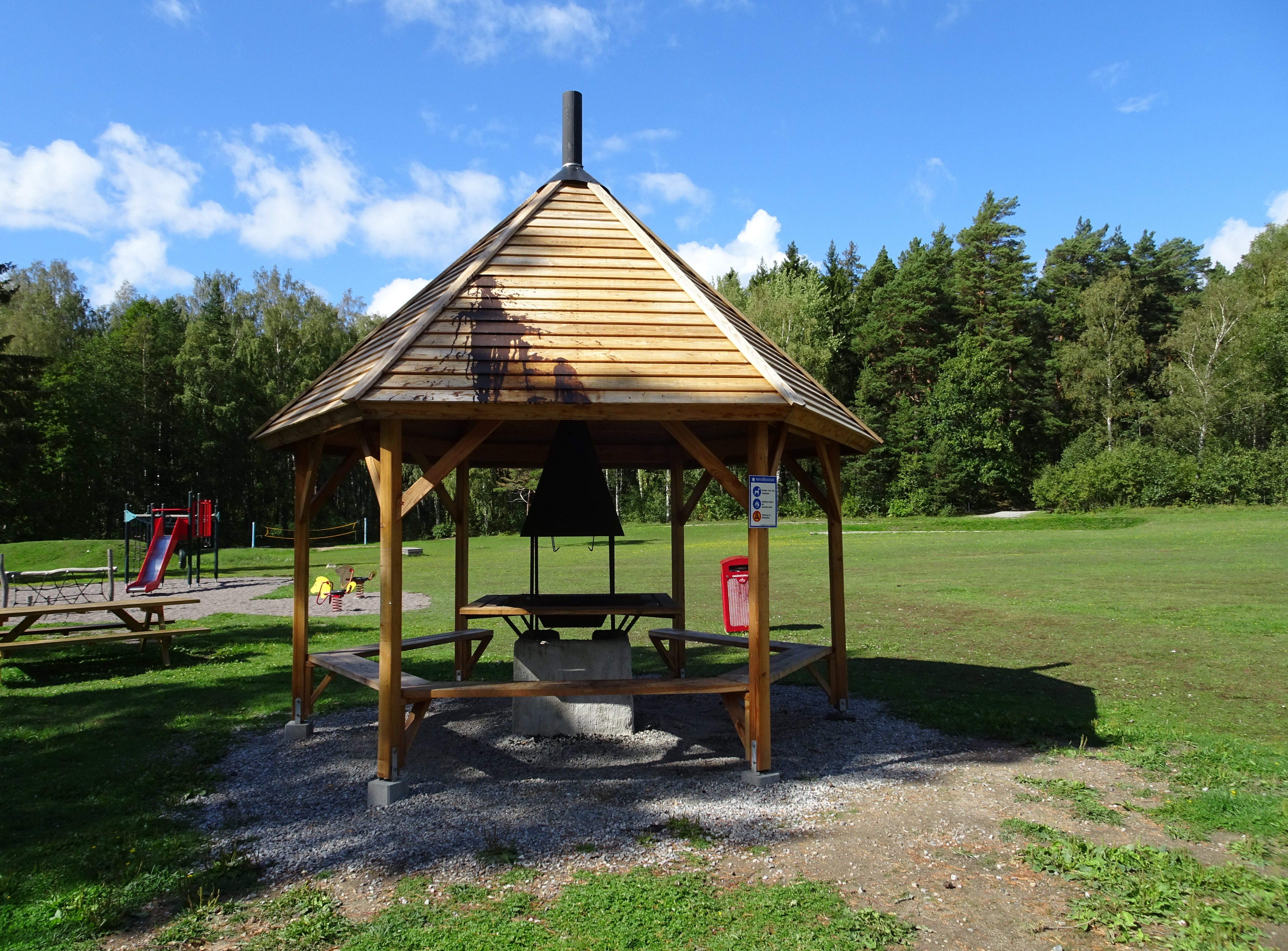
Tillgänglighetsanpassat grillhus.
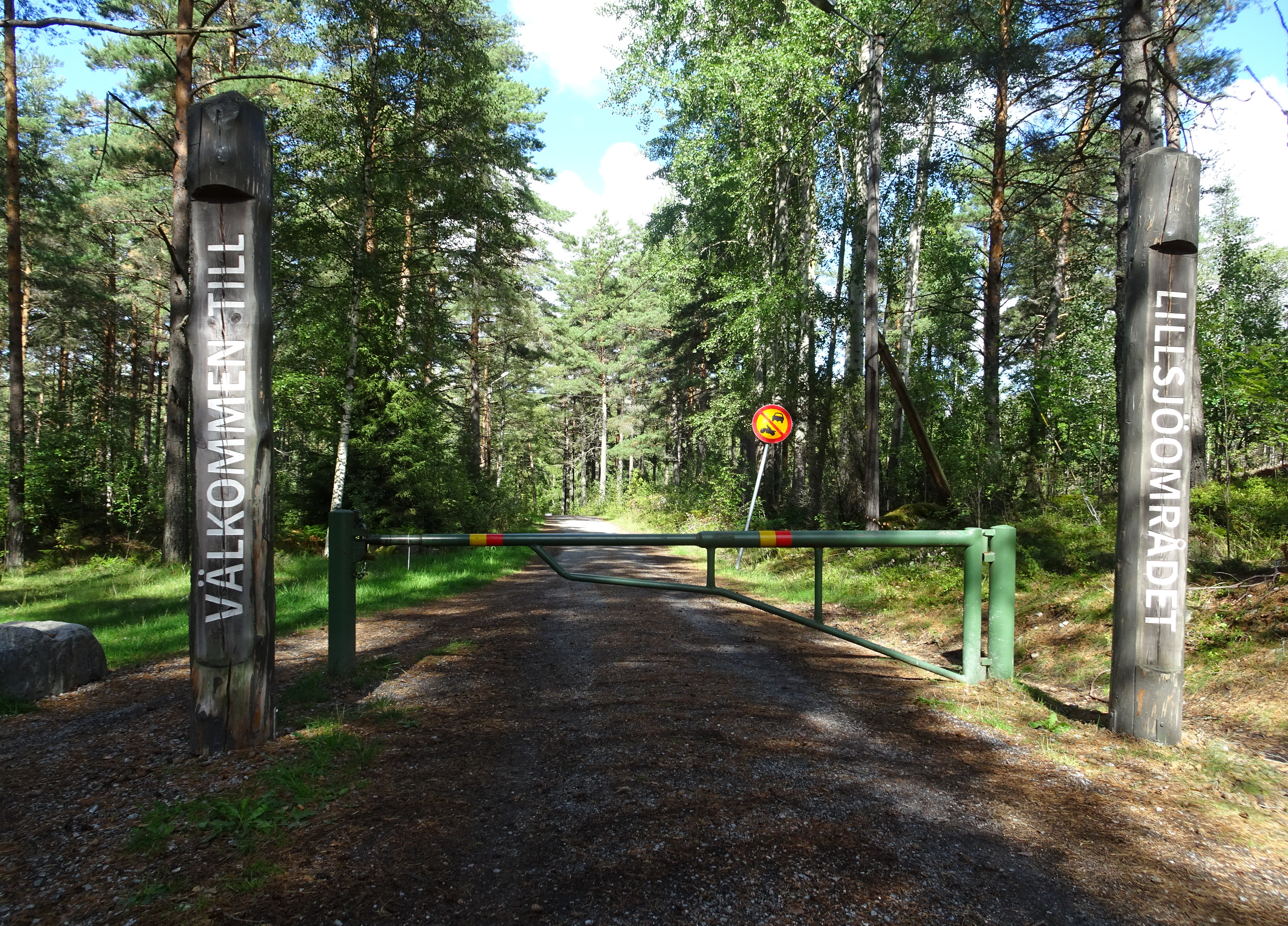
Välkommen till Lillsjöområdet.

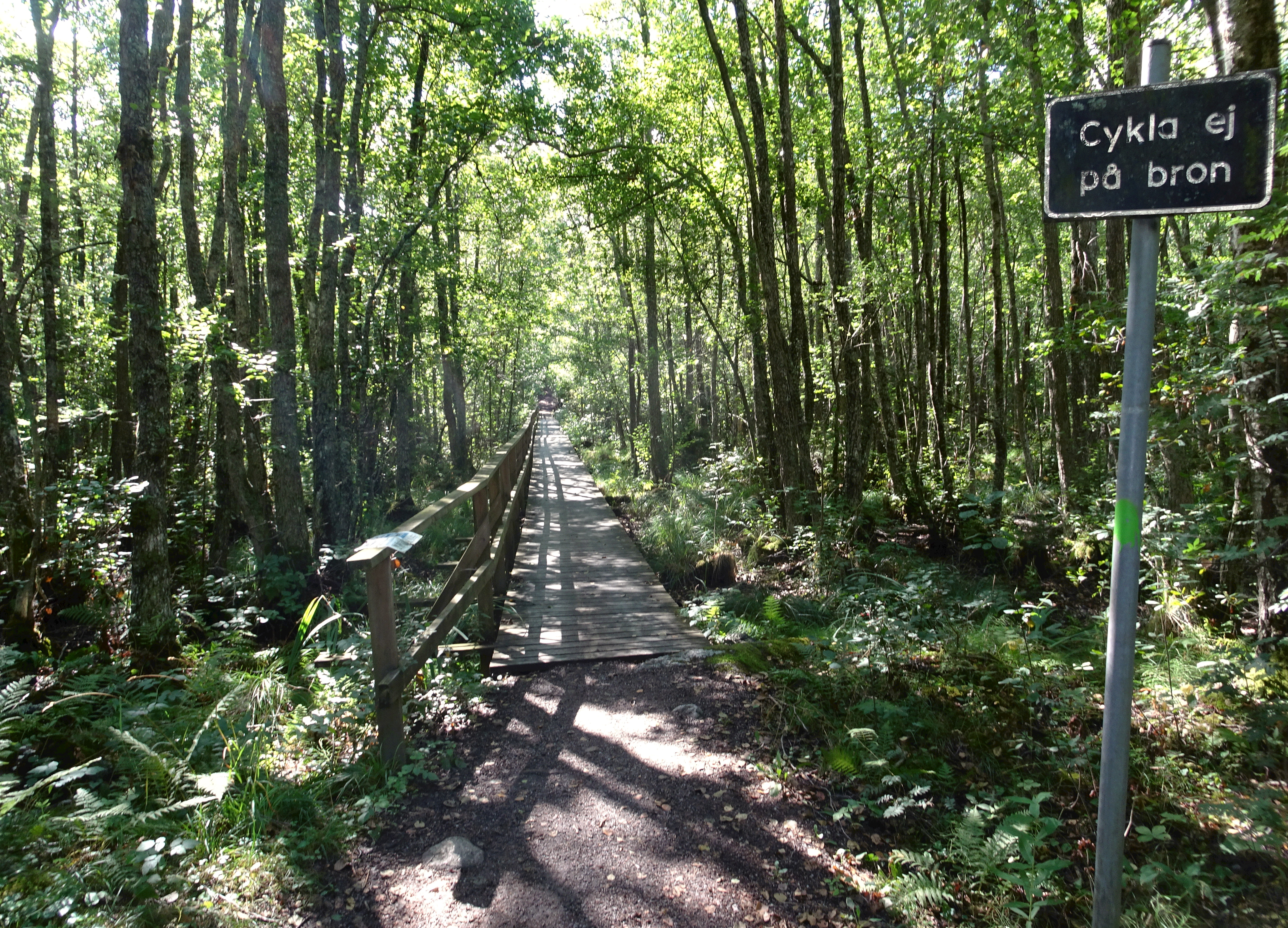
Sundet mellan Örnässjön och Lillsjön.
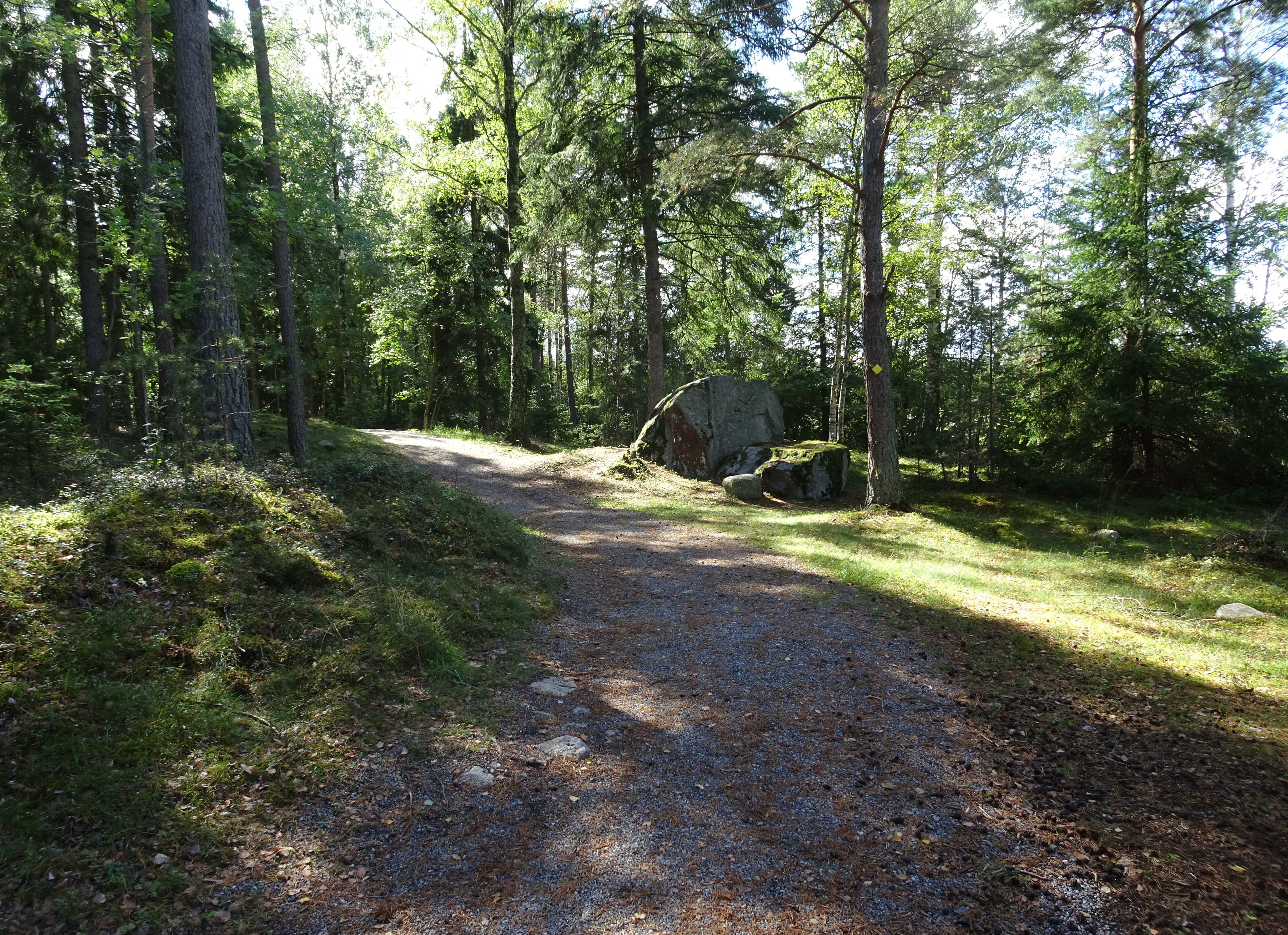
Motionsspår vid Örnässjön.
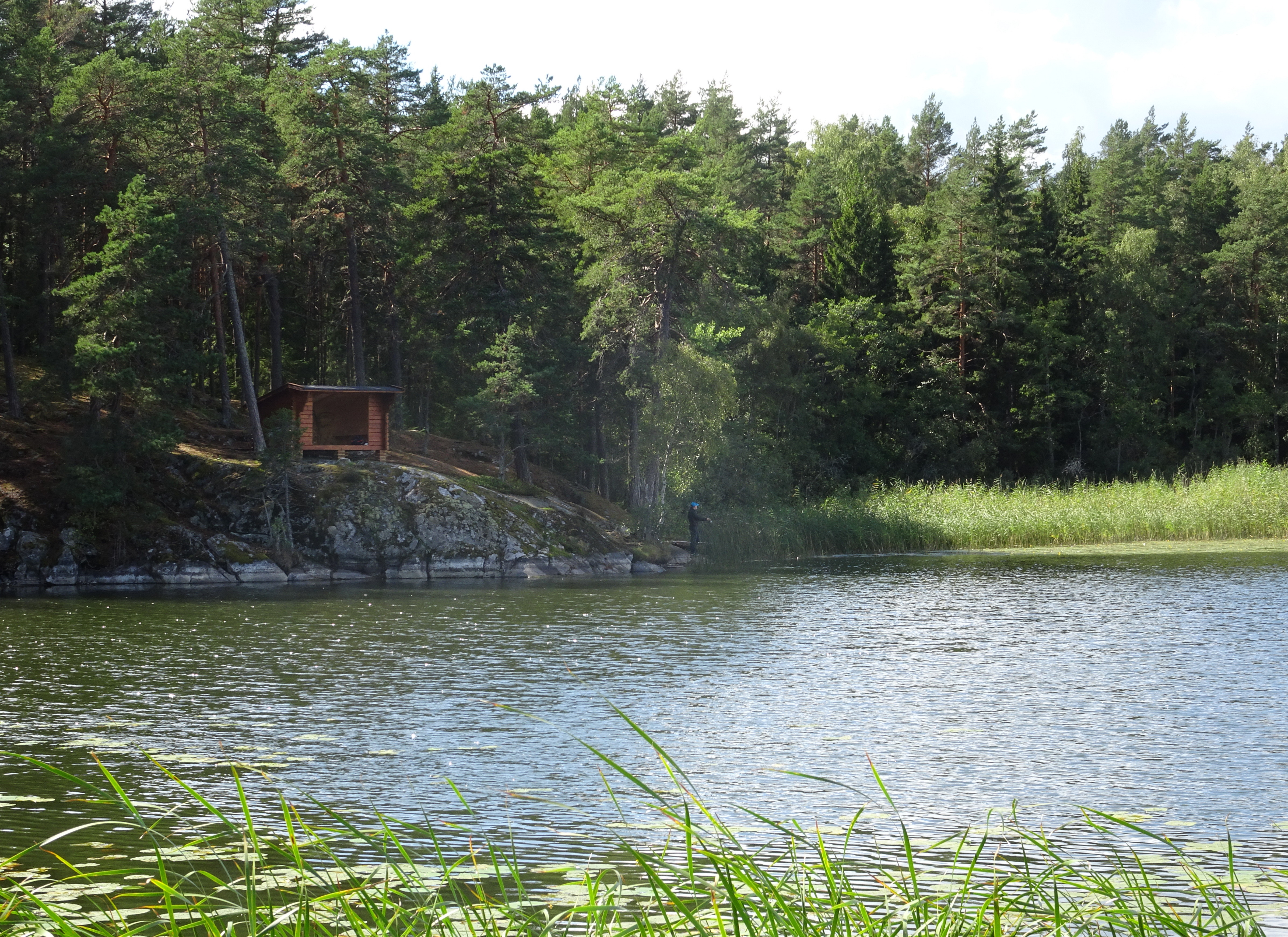
Örnässjön med väderskydd.